# Moldavia ai XXI Giochi olimpici invernali
La Moldavia ha partecipato ai XXI Giochi olimpici invernali di Vancouver, che si sono svolti dal 12 al 28 febbraio 2010, con una delegazione di 8 atleti.

## Biathlon
| Gara              | Atleta         | Penalità    | Tempo d'arrivo | Posizione |
| ----------------- | -------------- | ----------- | -------------- | --------- |
| 10 km sprint      | Victor Pinzaru | 1 (1+0)     | 27'52"6        | 70        |
| 20 km individuale | Victor Pinzaru | 3 (0+1+0+2) | 58'42"6        | 85        |

| Gara               | Atleta              | Penalità    | Tempo d'arrivo | Posizione |
| ------------------ | ------------------- | ----------- | -------------- | --------- |
| 7,5 km sprint      | Natalia Levchenkova | 2 (1+1)     | 22'18"2        | 53        |
| 10 km inseguimento | Natalia Levchenkova | 4 (1+0+0+3) | 37'38"5        | 56        |
| 15 km individuale  | Natalia Levchenkova | 2 (0+1+1+0) | 44'34"9        | 37        |

## Sci alpino
| Gara    | Atleta          | 1° manche  | 2° manche | Tempo totale | Posizione |
| ------- | --------------- | ---------- | --------- | ------------ | --------- |
| Slalom  | Urs Imboden     | non finito |           |              |           |
| Slalom  | Christophe Roux | 51"90      | 53"85     | 1'45"75      | 28        |
| Gigante | Christophe Roux | 1'22"70    | 1'24"42   | 2'47"12      | 44        |

## Sci di fondo
| Gara                   | Atleta       | Tempo d'arrivo | Posizione |
| ---------------------- | ------------ | -------------- | --------- |
| 15 km a tecnica libera | Sergiu Balan | 42'12"1        | 86        |

| Gara                   | Atleta              | Tempo d'arrivo | Posizione |
| ---------------------- | ------------------- | -------------- | --------- |
| 10 km a tecnica libera | Alexandra Camenscic | 31'01"0        | 71        |

## Slittino
| Gara             | Atleta         | Manche 1 | Manche 2 | Manche 3 | Manche 4 | Totale   | Posizione |
| ---------------- | -------------- | -------- | -------- | -------- | -------- | -------- | --------- |
| Singolo maschile | Bogdan Macovei | 50"425   | 50"175   | 49"931   | 50"331   | 3'21"354 | 33        |